# Мегаигри
„Мегаигри“ е българско списание, основано като „списание за интерактивна литература“ през 1994 г. Издава се от издателство „Плеяда“.
От него излизат едва 5 книжки в обем първоначално 48 стр., по-късно – 60 стр. Спира да излиза през октомври същата 1994 г.
Създадено е по идея на Петър Станимиров. Списанието публикува книги-игри, статии за жанра, комикс загадки и писма от читатели.

## Издаване
Списание „Мегаигри“ е планувано като месечно издание, но излизат общо 5 броя.
Издаването на списанието е подновено под името „Мегаигра“ през септември 1995 г.

## Екип
- Колин Уолъмбъри, автор
- Майкъл Майндкрайм, автор
- Робърт Блонд, автор
- Ейдриън Уейн, автор
- Джордж М. Джордж, автор
- Ивайло Иванчев, художник
- Евгений Йорданов, художник

## Целева аудитория
Списанието е насочено основно към феновете на жанра книга-игра, като според писмата от читатели, постъпващи в издателството, това е била тяхна мечта.

## Приемственост
Духът на традициите на сп. „Мегаигри“ намира своя продължител в лицето на списание „Мегаигра“, което излиза от новосформираното издателство „Мега“.